# Косово на Олимпийских играх
Республика Косово впервые приняла участие в Олимпийских играх в 2016 году на Играх в Рио-де-Жанейро. Олимпийский комитет Республики Косово был сформирован ещё в 1992 году, но признан МОК лишь 9 декабря 2014 года. После того, как в 2014 году МОК признал Олимпийский комитет Республики Косово, спортсмены Косово получили право участвовать на Олимпийских играх. Знаменосцем сборной на летних Олимпийских играх в 2016 году была Майлинда Кельменди. Она же стала обладательницей первой олимпийской награды Косово — золотой медали, завоёванной в категории дзюдо среди женщин до 52 кг. На летних Олимпийских играх 2020 в Токио, прошедших в 2021 году из-за пандемии COVID-19, спортсмены Косово завоевали две медали: Нора Гьякова завоевала золото в категории дзюдо среди женщин до 57 кг, а Дистрия Красничи завоевала золото в категории дзюдо среди женщин до 48 кг. В общей сложности, начиная с Игр 2016 года, спортсмены Косово завоевали 3 золотые медали.
На зимних играх спортсмены из Косова дебютировали на Играх в Пхёнчхане в 2018 году. На церемонии открытия зимних Игр в Пхёнчхане знаменосцем был горнолыжник Альбин Тахири. Он был единственным из тех, кто представлял Косово на зимних Играх в Пхёнчхане. На зимних Играх 2022 года в Пекине Косово представляли два спортсмена: один мужчина и одна женщина. Альбин Тахири участвовал в четырёх соревнованиях по горным лыжам. Киана Криезиу стала первой женщиной в истории олимпийской сборной Косово, принявшей участие в зимних Олимпийских играх в женском слаломе.

## Медалисты
| Медаль | Спортсмен          | Игры                | Вид спорта | Дисциплина        |
| ------ | ------------------ | ------------------- | ---------- | ----------------- |
| Золото | Майлинда Кельменди | 2016 Рио-де-Жанейро | Дзюдо      | до 52 кг, женщины |
| Золото | Дистрия Красничи   | 2020 Токио          | Дзюдо      | до 48 кг, женщины |
| Золото | Нора Гьякова       | 2020 Токио          | Дзюдо      | до 57 кг, женщины |

## Медальный зачёт

### Медали на летних Олимпийских играх
| Игры                | Спортсменов | Золото | Серебро | Бронза | Всего | Место |
| ------------------- | ----------- | ------ | ------- | ------ | ----- | ----- |
| 2016 Рио-де-Жанейро | 8           | 1      | 0       | 0      | 1     | 54    |
| 2020 Токио          | 11          | 2      | 0       | 0      | 2     | 42    |
| 2024 Париж          | —           |        |         |        |       | —     |
| Всего               | Всего       | 3      | 0       | 0      | 3     |       |

### Медали на зимних Олимпийских играх
| Игры          | Спортсменов | Золото | Серебро | Бронза | Всего | Место |
| ------------- | ----------- | ------ | ------- | ------ | ----- | ----- |
| 2018 Пхёнчхан | 1           | 0      | 0       | 0      | 0     | —     |
| 2022 Пекин    | 2           | 0      | 0       | 0      | 0     | —     |
| Всего         | Всего       | 0      | 0       | 0      | 0     |       |

## Медали по видам спорта

### Медали по летним видам спорта
| Виды спорта | Золото | Серебро | Бронза | Всего |
| ----------- | ------ | ------- | ------ | ----- |
| Дзюдо       | 3      | 0       | 0      | 3     |
| Итого       | 3      | 0       | 0      | 3     |